# Бензантронові барвники
Бензантро́нові барвники́ — кубові барвники для бавовняного волокна, похідні бензантрону.
До бензантронових барвників належать такі тривкі барвники, як кубовий темносиній О (віолантрон), кубовий яскравофіалковий К, кубовий яскравозелений С та ін.
Добувають бензантронові барвники, сплавляючи бензантрон з лугом.